# クサボタン
クサボタン（草牡丹、学名：Clematis stans ）は、キンポウゲ科センニンソウ属の半低木。有毒植物。

## 特徴
つる性が多いセンニンソウ属の仲間であるが、茎は直立し、高さは1mになる。冬には大部分が枯れるが、茎の基部が木質化するため、茎の下部は残る。葉は1回3出複葉で、長い葉柄をもち茎に対生する。小葉は長さ4-13cmの卵形で3浅裂し、先端は鋭くとがり、縁は不ぞろいなあらい鋸歯がつく。
花期は8-9月。茎の先端や葉腋から集散状の花序を出し、淡紫色の花を多数つけ、しばしば円錐状になる。細い鐘状になる4枚の花弁に見えるのは萼片で、花弁はない。萼片は長さ1.2-2cmで、基部は筒状になり、先端は反り返る。萼片の外面は白い短毛が密生する。花には雄蕊、雌蕊ともにあるが、その両方に機能があるとは限らず、雄花と雌花に分化している。果実は倒卵形の痩果で、花後、花柱が長さ15-20mmに伸び、羽毛状になる。
和名は、葉がボタン（牡丹）に似ることからついた。
- 花弁状の萼片が反り返る。
- 花後、花柱が羽毛状に伸びる。

## 分布と生育環境
日本固有種で、本州全体に広く分布し、山地の草原や林縁などに生育する。

## 下位分類
- シロバナクサボタン Clematis stans Siebold et Zucc. f. albida Honda
- モモイロクサボタン Clematis stans Siebold et Zucc. f. rosea Honda
- ツクシクサボタン Clematis stans Siebold et Zucc. var. austrojaponensis (Ohwi) Ohwi -四国、九州に分布し、石灰岩地に生育する。